# Atorvastatina
La atorvastatina es un fármaco de la familia de las estatinas utilizado para disminuir los niveles de colesterol en sangre y en la prevención de enfermedades cardiovasculares. También estabiliza las placas y previene la embolia mediante mecanismos antiinflamatorios. Su importancia es grande, dada la consideración del colesterol como factor de riesgo cardiovascular. Debemos tener presente que el colesterol es esencial para la vida y reducir la síntesis de colesterol farmacológicamente o mediante dietas puede ocasionar fisiopatologías graves. Existen posiciones altamente críticas con el uso de la atorvastatina o cualquier otro fármaco como tratamiento preventivo. Incluso se ha llegado a afirmar la falta de evidencias empíricas y de investigación neutral sobre el colesterol como factor de riesgo para accidentes cardiovasculares.
Como todas las estatinas, la atorvastatina inhibe la HMG-CoA reductasa, una enzima encontrada en el tejido del hígado que juega un rol importante en la producción de colesterol en el cuerpo, pero a diferencia de otras estatinas como la simvastatina y pravastatina, la atorvastatina es un compuesto completamente sintético, fue sintetizada por primera vez en 1985 por Bruce Roth mientras trabajaba en la Parke-Davis Warner-Lambert Company (ahora Pfizer). Es importante tener en cuenta que la inhibición de la HMG-CoA reductasa por atorvastatina o cualquier otro tipo de estatina tiene efectos secundarios no deseados. La HMG-CoA reductasa es una enzima que forma parte de la ruta metabólica del ácido mevalónico, la cual es común para la síntesis de la Q10 en humanos, una coenzima imprescindible para la producción de energía en las mitocondrias. Así, todas las estatinas consiguen inhibir la síntesis de colesterol, que ya de por sí no es recomendable; además, se inhibe la síntesis de coenzima Q10, provocando una disminución de la energía necesaria para vivir, cuyos síntomas se manifiestan fundamentalmente en los tejidos con mayores requerimientos energéticos como son el músculo esquelético, el cerebro o los riñones, de ahí las dolencias, miopatías (dolores musculares de las extremidades) manifestadas por un porcentaje elevado de pacientes consumidores de estatinas.

## Descripción
Su principal uso es para el tratamiento de dislipemia y la prevención de enfermedades cardiovasculares.

## Farmacocinética
La atorvastatina, tras su administración por vía oral, se absorbe con un tiempo aproximado de concentración de plasma máxima (Tmax) de 1-2 horas. La biodisponibilidad absoluta del fármaco es aproximadamente 14 %; sin embargo, la disponibilidad sistemática para la actividad HMG-CoA reductasa es aproximadamente 30 %. La depuración de la atorvastatina se realiza en el intestino alto y se produce el metabolismo de primer paso (también llamado efecto de primer paso o metabolismo sistémico), que es la principal causa de la baja disponibilidad sistémica. La administración de atorvastatina con alimentos provoca un 25 % de la reducción en Cmax (velocidad de absorción) y un 9 % de reducción en la extensión de la concentración (área bajo la curva, integral después de una o varias dosis o extensión de absorción), a pesar de que el alimento no afecta la eficacia de la disminución de la Lipoproteína de Baja Densidad C (cantidad de colesterol contenido en Lipoproteínas de Baja Densidad) de la atorvastatina. La administración de dosis nocturnas favorece la reducción de Cmax (velocidad de absorción) y la extensión de concentración (extensión de absorción) en 30 %. De cualquier manera, el tiempo de administración de atorvastatina no afecta la eficacia en la disminución de lipoproteínas de baja densidad C.
La atorvastatina se une intensamente a proteínas, en un porcentaje mayor o igual al 98 %.
El mecanismo primario propuesto del metabolismo de la atorvastatina es mediante hidroxilación por citocromo P450 3A4 para formar los metabolitos activos orto y parahidroxilados. Los metabolitos orto y parahidroxilados son responsables del 70 % de la actividad sistémica HMG-CoA reductasa. El metabolito Orto hidroxi lleva a cabo el siguiente metabolismo mediante glucuronidación. Como sustrato para la isozima CYP3A4, ha mostrado susceptibilidad a inhibidores e inductores de CYP3A4 para incrementar o deprimir la concentración plásmica respectivamente. Esta interacción fue probada in vitro con la administración de eritromicina, un inhibidor de la isozima CPY3A4, lo cual generó incrementos de la concentración plásmica de atorvastatina. La atorvastatina es también un inhibidor del citocromo 3A4.
La atorvastatina es también un sustrato del transportador intestinal de eflujo P-glicoproteína, el cual bombea el fármaco fuera de la célula, de regreso hacia el lumen intestinal, durante la absorción del fármaco.

### Farmacogenética
Se ha encontrado que muchos polimorfismos están asociados con una alta incidencia de efectos secundarios de atorvastatina. Se sospecha que este fenómeno está relacionado con el incremento de los niveles de metabolitos farmacológicamente activos, tales como atorvastatina lactosa y p-hidroxiatorvastatina. La atorvastatina y sus metabolitos activos pueden ser monitoreados en pacientes potencialmente susceptibles usando técnicas específicas de cromatografía.[cita requerida]

### Vías de administración (formas de uso)
Vía oral.

### Absorción
Se absorbe rápidamente por vía oral, alcanzando niveles máximos en sangre de una a dos horas después de la administración. La presencia de alimentos en el estómago puede llegar a disminuir la absorción hasta en un 25 %. La biodisponibilidad es de un 14 %, aproximadamente.

### Distribución
La unión a proteínas plasmáticas está en torno al 98 %. En ratas se ha demostrado que pasa a leche en madres lactantes.

### Metabolismo y metabolitos
Como el resto de estatinas, la Atorvastatina sufre efecto de primer paso hepático. Parece que en su metabolismo hepático depende del CYP3A4, originando derivados (orto- y para-) hidroxilados de actividad farmacológica similar a la atorvastatina, así como derivados β-oxidados. En animales se ha comprobado que los derivados orto-hidroxilados sufren posterior glucuronidación.

### Excreción
La atorvastatina y sus metabolitos se eliminan de forma preferente a través de la bilis, aunque no parece estar afectada por mecanismos de recirculación enterohepática. Un mínimo 2 % puede encontrarse en orina. La vida media de eliminación es de unas 14 horas, aunque la semivida de la actividad se mantiene hasta casi 30 horas, probablemente debido a la actividad de los metabolitos.

## Farmacodinámica

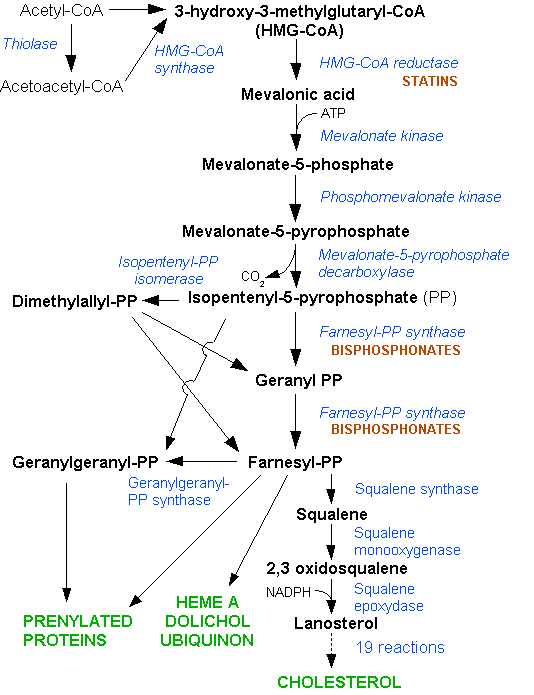
Vía de la HMG CoA reductasa.

### Mecanismo de acción
Las estatinas son inhibidoras de la 3-hidroxi-3-metilglutaril-coenzima A (HMG-CoA) reductasa. Esta enzima cataliza la conversión de la HMG-CoA a mevalonato, que es un metabolito clave en la biosíntesis de colesterol. Su bloqueo se produce debido al gran parecido estructural que exhiben estos fármacos con el HMG-CoA. En el esquema adjunto puede observarse el nivel de bloqueo de las estatinas así como de otras sustancias en la biosíntesis del colesterol.
La reacción concreta sería:

En la que una molécula de HMG-CoA se reduce mediante la actuación de la HMG-CoA reductasa y la coenzima NADPH dando como resultado Mevalonato y CoA. La inhibición de la enzima se realiza de forma competitiva, parcial y reversible.
El bloqueo de la síntesis hepática del colesterol produce una activación de las proteínas reguladoras SREBP (sterol regulatory elements-binding proteins), que activan la transcripción de proteínas y, por tanto, producen una mayor expresión del gen del receptor de LDL y un aumento en la cantidad de receptores funcionales en el hepatocito.

### Efectos
Como consecuencia de la inhibición de la HMG-CoA disminuyen los niveles de colesterol total y LDL, sustancias íntimamente relacionadas con la arteriosclerosis y el aumento del riesgo cardiovascular. La apolipoproteína B también disminuye sustancialmente durante el tratamiento con atorvastatina. Además, algunas aumentan moderadamente el C-HDL y reducen los triglicéridos plasmáticos. Como resultado de estos cambios, el cociente entre Colesterol total y Colesterol HDL, así como el cociente entre Colesterol LDL y Colesterol HDL se reducen.
En la insuficiencia hepática, las concentraciones del fármaco en el plasma son significativamente afectadas por las enfermedades del hígado. Los pacientes con padecimientos hepáticos en el estado A muestran un incremento de 4 veces en Cmax y la extensión de concentración (extensión de absorción). Los pacientes que se encuentran en el estado B muestran un incremento por 16 en Cmax y 11 veces la extensión de concentración (área bajo la curva).
Los pacientes geriátricos (mayor a 65 años) exhiben farmacocinética alterada de Atorvastatina comparada con los adultos jóvenes, con una media en la extensión de concentración (integral después de la dosis) y en Cmax de 40 % y 30 % mayor respectivamente. Adicionalmente, estos pacientes sanos muestran una mayor respuesta farmacodinámica a la Atorvastatina en cualquier dosis, por ello, esta población puede tener menores dosis efectivas.

### Interacciones

#### Interacciones farmacodinámicas
Como ya se comentó anteriormente, tanto los fibratos como la niacina (ácido nicotínico) aumentan el riesgo de miopatía asociado a la atorvastatina. Esto es especialmente importante en el caso del gemfibrozilo, el cual además interfiere con el metabolismo hepático a nivel del CYP3A4. Los estudios realizados con fenofibrato hacen pensar que esta asociación estaría libre de tal riesgo, no habiéndose realizado estudios con otros fibratos.

#### Interacciones farmacocinéticas
Una gran parte de las interacciones de la atorvastatina, como del resto de las estatinas, vendrá determinada por el hecho de ser sustrato de la CYP3A4. Los inhibidores del CYP3A4 aumentan la actividad de la atorvastatina y sus efectos secundarios. Por el contrario, los inductores lo disminuirán, y por tanto rebajarán la eficacia de la misma. Así, en relación con el metabolismo hepático nos podemos encontrar:
| Inhibidores. | Inhibidores. | Inductores. |
| Potentes - Antibióticos macrólidos: - Eritromicina. - Telitromicina. - Claritromicina - Inhibidores de la proteasa: - Saquinavir - Indinavir - Ritonavir - Antifúngicos azólicos: - Ketoconazol - Itraconazol - Fluconazol - Nefazodona | Otros - Bergamotina (componente del zumo de pomelo) - Quercetin - Amiodarona - Aprepitan - Cimetidina - Ciprofloxacino - Ciclosporina - Diltiazem - Imatinib - Equinácea - Enoxacina - Ergotamina - Metronidazol - Mifepristona - Tofisopam - Gestodene - Mibefradil - Inhibidores de la transcriptasa inversa no nucleósidos: - Efavirenz - Nevirapina - Fluoxetina y otros ISRS - Verapamilo | - Fenobarbital - Carbamazepina - Fenitoína - Rifampicina - Modafinilo - Dexametasona - Felbamato - Glucocorticoides - Griseofulvina - Pioglitazona - Primidona - Topiramato - Troglitazona - Rifabutin |

Algunos alimentos también pueden interaccionar. No se recomienda tomar atorvastatina y grandes cantidades de zumo de pomelo (inhibidor).
Los suplementos de vitamina D disminuye atorvastatina y las concentraciones de metabolitos activos, sin embargo, reduce sinérgicamente LDL y las concentraciones de colesterol total. Componentes del zumo de pomelo son inhibidores de CYP3A4 intestinal conocidos. La administración conjunta de zumo de pomelo con atorvastatina puede causar un aumento de la Cmax y AUC, lo que puede dar lugar a reacciones adversas o toxicidad por sobredosis.
Otras interacciones de la atorvastatina no dependientes del CYP3A4 son:
| Fármacos que interactúan con atorvastatina. |                                                                       |
| Fármaco.                                    | Resultados de la interacción.                                         |
| Ciclosporina                                | Aumentan los niveles de atorvastatina.                                |
| Antiácidos                                  | Disminuyen hasta en un 35 % la concentración plasmática.              |
| Colestipol y otras resinas                  | Disminuyen hasta en un 25 % los niveles plasmáticos de atorvastatina. |
| Digoxina                                    | Aumentan en un 20 % los niveles de digoxina.                          |
| Anticonceptivos orales                      | Aumentan hasta un 30 % los niveles de hormonales en sangre.           |

## Uso clínico
La atorvastatina es usada para el control de la hipercolesterolemia y en la prevención de la enfermedad cardiovascular.[cita requerida]

Nombres comerciales
- Atorlip (atorvastatina)
- Ezator (ezetimiba/ atorvastatina)

### Ensayos clínicos
Son cientos los estudios realizados sobre la atorvastatina para corroborar su eficacia tanto en la prevención primaria como secundaria de la enfermedad cardiovascular, o incluso para compararla con otros fármacos hipolipemiantes. Por su potencia estadística o la calidad del diseño, podemos destacar:
- Estudio CARDS (Collaborative Atorvastatin Diabetes Study), con 2838 pacientes tratados con atorvastatina.[12]
- Estudio CHESS (Comparative HDL Efficacy and Safety Study ), realizado sobre 917 pacientes, comparando la simvastatina con la atorvastatina a altas dosis.[13]
- Estudio STELLAR (Statin Therapies for Elevated Lipid Levels compared Across doses to Rosuvastatin). Estudio aleatorio abierto que compara la eficacia de rosuvastatina frente a atorvastatina, pravastatina y simvastatina a dosis variables en pacientes con hipercolesterolemia primaria.[14]
- Estudio ADVOCATE (the ADvicor Versus Other Cholesterol-Modulating Agents Trial Evaluation).[15]
- Estudio MIRACL (Myocardial Ischemia Reduction with Aggressive Cholesterol Lowering Study), con 3086 pacientes y altas dosis de atorvastatina.[16]
- Estudio ASCOT-LLA (Anglo-Scandinavian Cardiac Outcomes Trial- Lipid Lowering Arm), con 10 305 pacientes y estudio de la atorvastatina.[17]
- Estudio PROVE IT (Pravastatin or Atorvastatin Evaluation and Infection therapy-Thrombolysis in myocardial Infarction), con 4162 pacientes y comparación de atorvastatina a altas dosis con pravastatina.[18]
- Estudio TNT (Treating to New Targets), con 10 001 pacientes y comparación entre altas y bajas dosis de atorvastatina.[19]
- Estudio 3T (Treat-To-Target Study), con 1087 pacientes con enfermedad cardiovascular y dislipemia, tratados con atorvastatina o simvastatina.[20]
- Estudio COMETS (COmparative study with rosuvastatin in subjects with METabolic Syndrome). Estudio aleatorio, doble ciego de 12 semanas de duración que compara el efecto de la rosuvastatina frente a atorvastatina y placebo sobre los niveles de colesterol LDL en pacientes con síndrome metabólico y riesgo cardiovascular a 10 años inferior al 10 %.[21]
- Estudio ECLIPSE (An Evaluation to Compare Lipid lowering effects of rosuvastatin and atorvastatin In force titrated subjects: a Prospective Study of Efficacy and tolerability). Estudio aleatorio de 24 semanas de duración que compara la eficacia de rosuvastatina y atorvastatina en pacientes con hipercolesterolemia primaria y riesgo cardiovascular a los 10 años superior al 20 %.[22]
- Estudio PULSAR (Prospective study to evaluate the Utility of Low doses of the Statins Atorvastatin and Rosuvastatin). Estudio aleatorio abierto que compara la seguridad y eficacia de rosuvastatina y atorvastatina a bajas dosis en pacientes con hipercolesterolemia y riesgo cardiovascular a los 10 años superior al 20 %.[23]
- Estudio POLARIS (Prospective Optimisation of Lipids by Atorvastatin or Rosuvastatin Investigated in high-risk Subjects with hypercholesterolaemia). Estudio aleatorio doble ciego de 26 semanas de duración que compara la eficacia y seguridad de la rosuvastatina y la atorvastatina en pacientes con hipercolesterolemia y riesgo cardiovascular a los 10 años superior al 20 %.[24]
- Estudio URANUS (the Use of Rosuvastatin versus Atorvastatin iN type 2 diabetes mellitUS). Estudio aleatorio, doble ciego, que compara en pacientes diabéticos tipo II la respuesta del colesterol LDL ante el tratamiento con rosuvastatina o atorvastatina.[25]
- Estudio ANDROMEDA (A raNdomized, Double-blind study to compare Rosuvastatin [10 & 20 mg] and atOrvastatin [10 & 20 mg] in patiEnts with type II DiAbetes).[26]
- Estudio CORALL (COmpare Rosuvastatin [10-40 mg] with Atorvastatin [20-80 mg] on apo B/apo A-1 ratio in patients with type 2 diabetes meLLitus and dyslipidaemia).
- Estudio AVERT (Atorvastatin versus Revascularizacion Treatment), con 341 pacientes y utilizando la atorvastatina.[27]
- Estudio MARS (the Monitored Atherosclerosis Regression Study), con 188 pacientes y valoración de la lovastatina.[28]
- Estudio REVERSAL (the REVERSing atherosclerosis with Aggressive Lipid lowering study), comparando pravastatina y atorvastatina en 654 pacientes.[29]
- Estudio IDEAL (the Incremental Decrease in Endpoints through Aggressive Lipid lowering trial), comparando atorvastatina y simvastatina en 8888 pacientes mayores de 80 años.[30]
- Estudio de las 3 provincias. Interesantísimo estudio retrospectivo realizado en tres provincias de Canadá con 18 637 pacientes con infarto de miocardio previo, en los que se comparó la efectividad de cinco estatinas (atorvastatina, pravastatina, simvastatina, lovastatina y fluvastatina) en la prevención secundaria.[31]

### Indicaciones
- Hipercolesterolemia.
  - Hipercolesterolemia primaria o dislipidemia mixta.
  - Hipercolesterolemia familiar homocigota.
- Prevención cardiovascular.
  - Reducción de la morbimortalidad cardiovascular en pacientes con enfermedad cardiovascular aterosclerótica manifiesta.
  - Reducción de la morbimortalidad cardiovascular en pacientes con diabetes mellitus, con niveles de colesterol normales o elevados.
  - Tratamiento complementario a la corrección de otros factores de riesgo y otros tratamientos cardioprotectores.

### Efectos adversos
Para la valoración de las reacciones adversas (RAM) se tendrán en cuenta los criterios de la CIOSM.
| Reacciones adversas a Atorvastatina |                  | |
| Sistema implicado.                  | Grupo CIOSM.     | Tipo de reacción. |
| Trastornos gastrointestinales.      | Frecuentes.      | Estreñimiento, flatulencia, dispepsia, náuseas, diarrea.                                                                              |
| Trastornos gastrointestinales.      | Poco frecuentes. | Anorexia, vómitos. |
| Trastornos gastrointestinales.      | Raras.           | Hepatitis, ictericia colestática. |
| Trastornos gastrointestinales.      | Muy raras.       | Insuficiencia hepática. |
| Trastornos del sistema nervioso.    | Frecuentes.      | Dolor de cabeza, mareo, parestesias, hipoestesia.                                                                                     |
| Trastornos del sistema nervioso.    | Poco frecuentes. | Neuropatía periférica. |
| Trastornos del sistema nervioso.    | Muy raras.       | Disgeusia. |
| Piel y anexos.                      | Frecuentes.      | Erupción cutánea, prurito. |
| Piel y anexos.                      | Poco frecuente.  | Urticaria. |
| Piel y anexos.                      | Muy raras.       | Edema angioneurótico, erupción ampollosa (incluyendo eritema multiforme, síndrome de Stevens-Johnson y necrólisis epidérmica tóxica). |
| Trastornos musculoesqueléticos.     | Frecuentes,      | Mialgias, artralgias. |
| Trastornos musculoesqueléticos.     | Poco frecuentes. | Miopatía. |
| Trastornos musculoesqueléticos.     | Raras.           | Miositis, rabdomiolisis, calambres musculares.                                                                                        |
| Trastornos musculoesqueléticos.     | Muy raros.       | Rotura tendinosa. |
| Trastornos endocrinos.              | Poco frecuentes. | Alopecia, hiperglucemia, hipoglucemia, pancreatitis.                                                                                  |
| Psiquiátricos.                      | Frecuentes.      | Insomnio. |
| Psiquiátricos.                      | Poco frecuentes. | Amnesia. |
| Trastornos generales.               | Frecuentes.      | Astenia, dolor torácico, dolor de espalda, edema periférico, fatiga.                                                                  |
| Trastornos generales.               | Poco frecuentes. | Malestar, aumento de peso. |
| Varios.                             | Frecuentes.      | Reacciones alérgicas. |
| Varios.                             | Poco frecuentes. | Trombocitopenia, acúfenos, impotencia.                                                                                                |
| Varios.                             | Muy raras.       | Alteraciones visuales o auditivas, ginecomastia, anafilaxia.                                                                          |

En febrero del 2012, la FDA emitió un comunicado según el cual ciertas drogas reductoras del colesterol aumentan el riesgo de padecer diabetes tipo 2.

### Contraindicaciones
Serán contraindicaciones absolutas:
- Hipersensibilidad a atorvastatina o a cualquiera de los excipientes de las presentaciones comerciales.
- Hepatopatía activa o elevaciones persistentes e inexplicables de las transaminasas séricas.
- Embarazo y lactancia.
- Administración concomitante de inhibidores potentes de la CYP3A4 (itraconazol, ketoconazol, inhibidores de la proteasa del HIV, eritromicina, claritromicina, telitromicina y nefazodona).

Serán contraindicaciones relativas (se puede tomar pero será necesario un especial control médico):
- Ancianos (edad > 70 años).
- Antecedentes personales o familiares de trastornos musculares hereditarios.
- Antecedentes de toxicidad muscular con una estatina o un fibrato.
- Alcoholismo.
- Administración concomitante de inhibidores débiles de la CYP3A4.

### Presentaciones
Comprimidos recubiertos con 10, 20, 40 y 80 mg.
Entre los excipientes habituales para este producto nos podemos encontrar:
- Lactosa monohidrato
- Celulosa microcristalina (E460 I)
- Polisorbato 80
- Hidroxipropilcelulosa (E463)
- Croscarmelosa sódica
- Butilhidroxianisol (E320)
- Estearato de magnesio (E470 B)
- Fosfato trisódico (E450 II)
- Hipromelosa
- Dióxido de titanio (E171)
- Triacetato de glicerol